# Hans Ebers
Hans Ebers (* Juni 1924 in Wepritz, heute Wieprzyce (Polen); † Mai 1970 in Langenhagen) war ein deutscher Bildhauer, Graphiker und Maler.

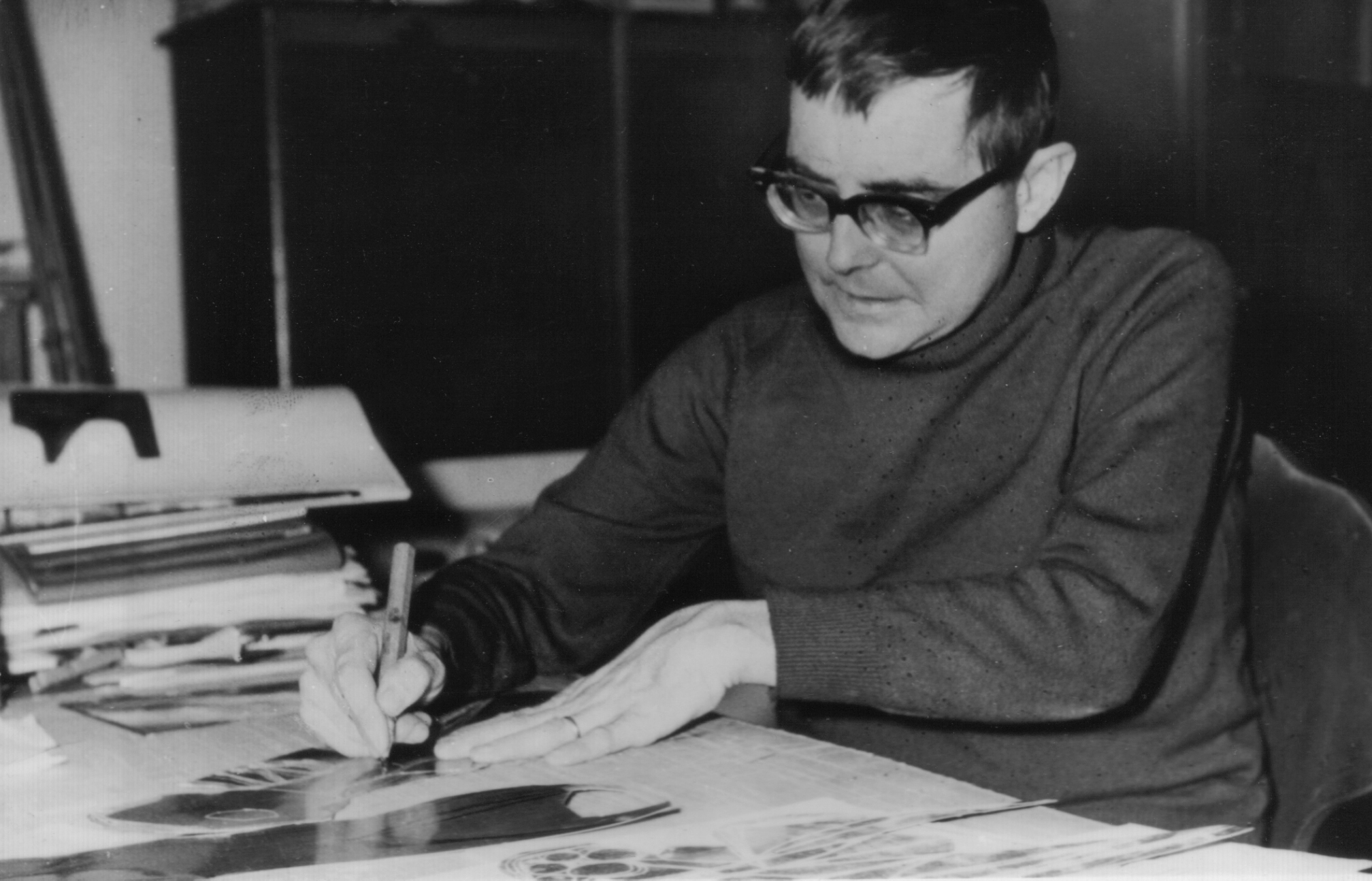
Hans Ebers 1969

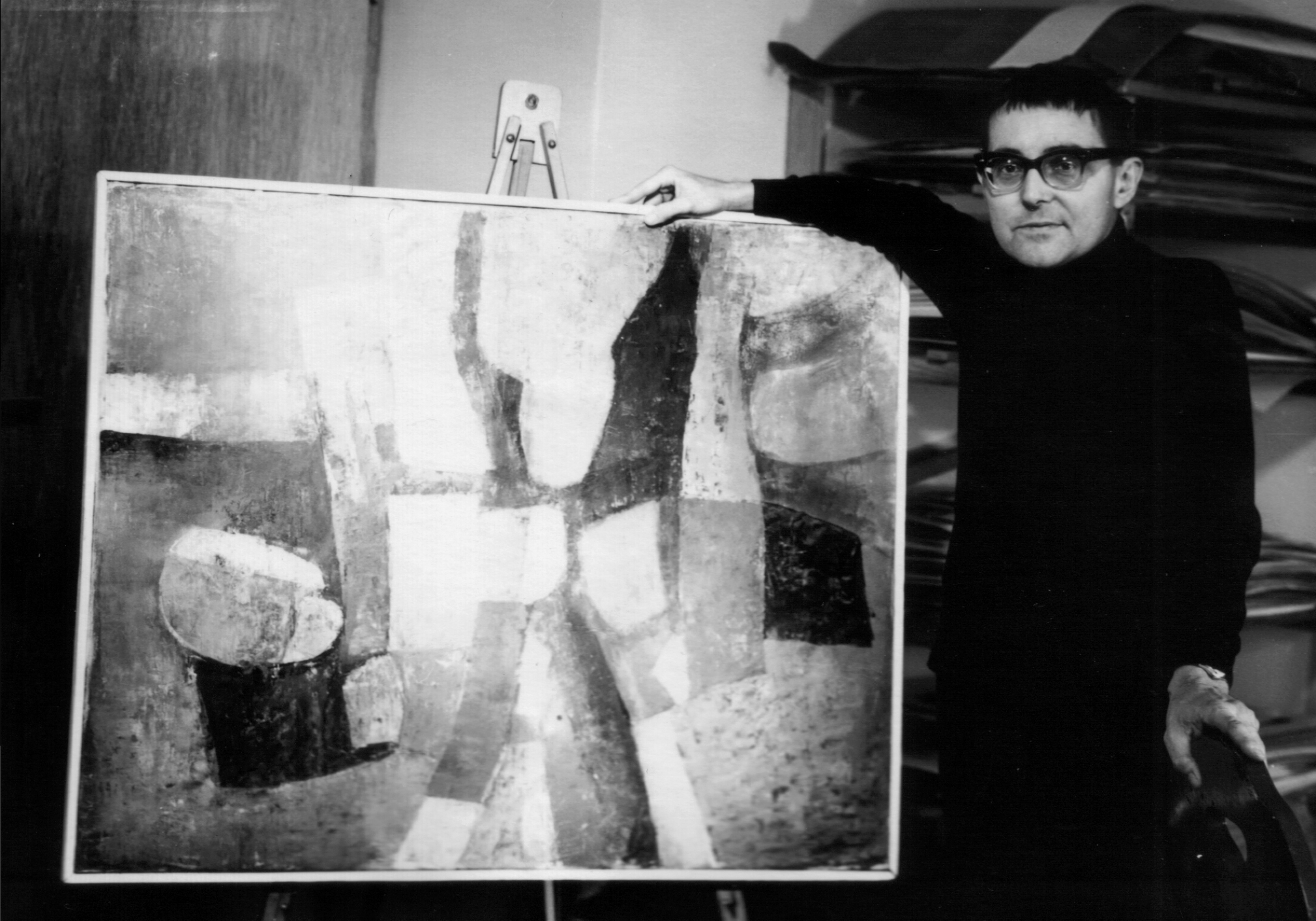
Hans Ebers 1966

## Werdegang
Hans Ebers war ein Sohn des Lehrers Erich Ebers und dessen Frau Margarete. Von 1945 bis 1949 nach Abitur und Wehrdienst bei der Marine macht er eine Holzbildhauerlehre in Verden an der Aller. Von 1949 bis 1951 folgte ein pädagogisches Studium an der Adolf-Reichwein-Hochschule in Osnabrück. Im Jahr 1952 heiratete er die Lehrerin Sigrid Hahn. Von 1952 bis 1967 übte er eine Lehrtätigkeit als Kunstpädagoge in Hitzacker (Elbe) und Hannover aus.
Von 1954 bis 1955 studierte er an der Werkkunstschule Hannover bei Erich Rhein die Kunst des manuellen Bilddrucks.
1956 erfolgte der Umzug nach Hannover und Geburt des Sohnes Tillmann. 1957 war die Geburt des Sohnes Martin. Von 1957 bis 1969 war Ebers Dozent an der Volkshochschule Hannover. 1964 folgte ein Umzug nach Langenhagen, dort lebte er mit seiner Familie bis zu seinem Tod im Mai 1970.

## Malerei und Graphik
Die Graphiken, Ölbilder und Collagen von Hans Ebers zeichnen sich durch die unterschiedlichsten Herstellungsprozesse aus. Während er seine abstrakten Ölbilder teils breit mit dem Spachtel, teils mit schmalen Wäscheklammern, häufig in gedämpften Tönen, auf die Leinwand brachte, sind seine Graphiken durch die Vielfalt des dabei verwendeten Materials geprägt. Durch teilweise sich mehrfach überlagernde Druckvorgänge erzielte er differenzierte Farbstufungen und räumliche Tiefen. Farbintensive Collagen entspringen Inspirationen einer New-York-Reise, die er noch ein halbes Jahr vor seinem Tod unternahm.

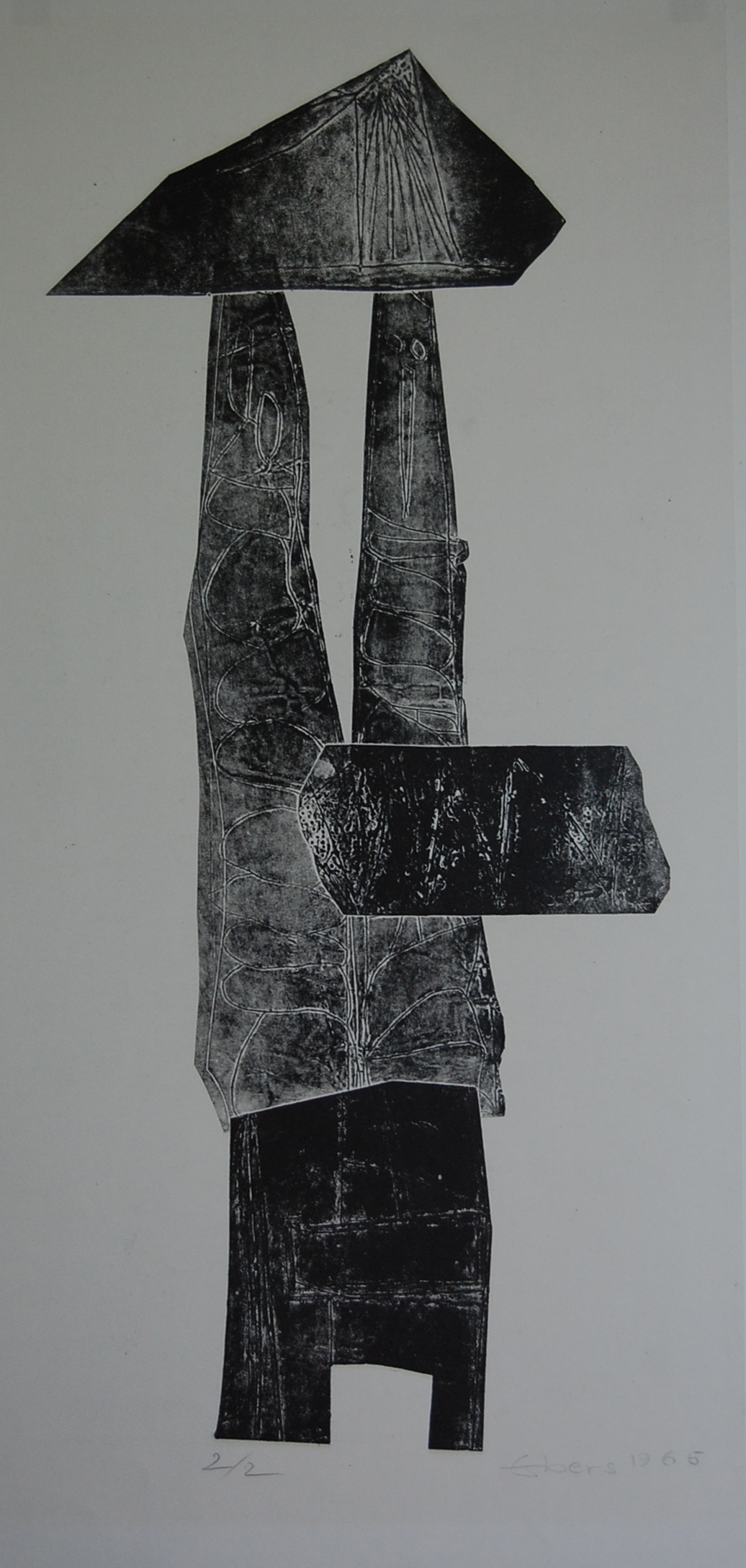
Das ungleiche Paar 1965
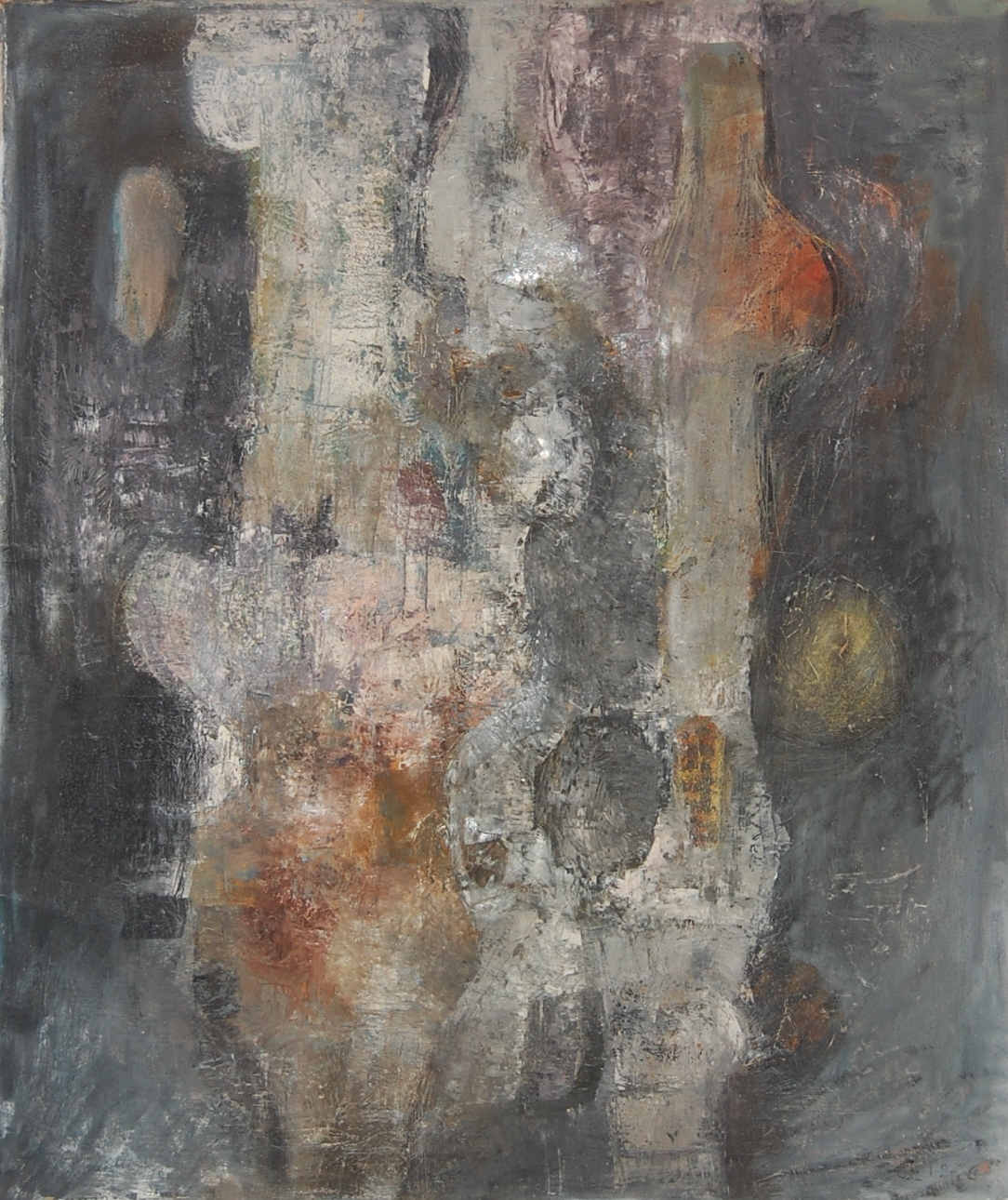
Das Paar 1966
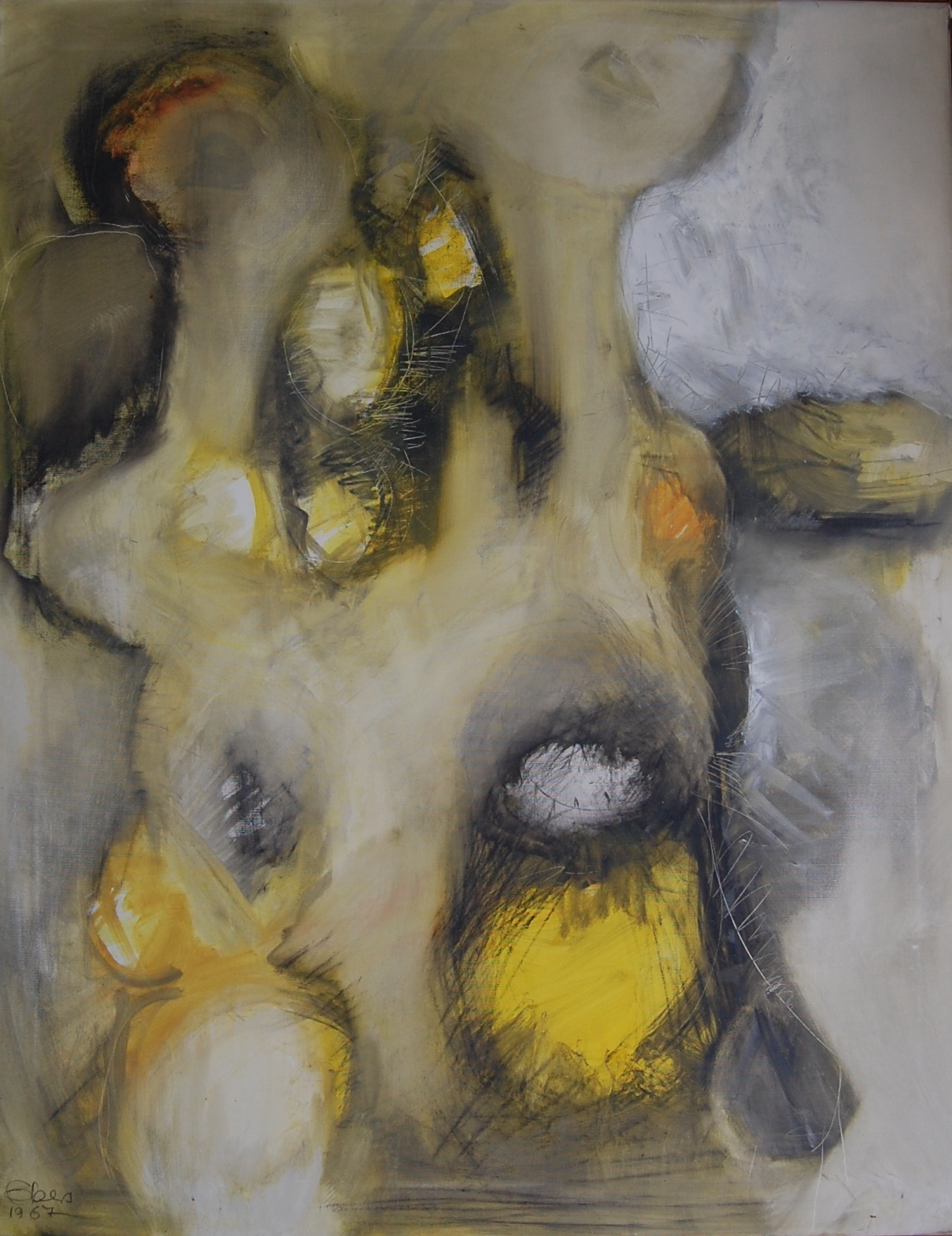
Narziß 1967
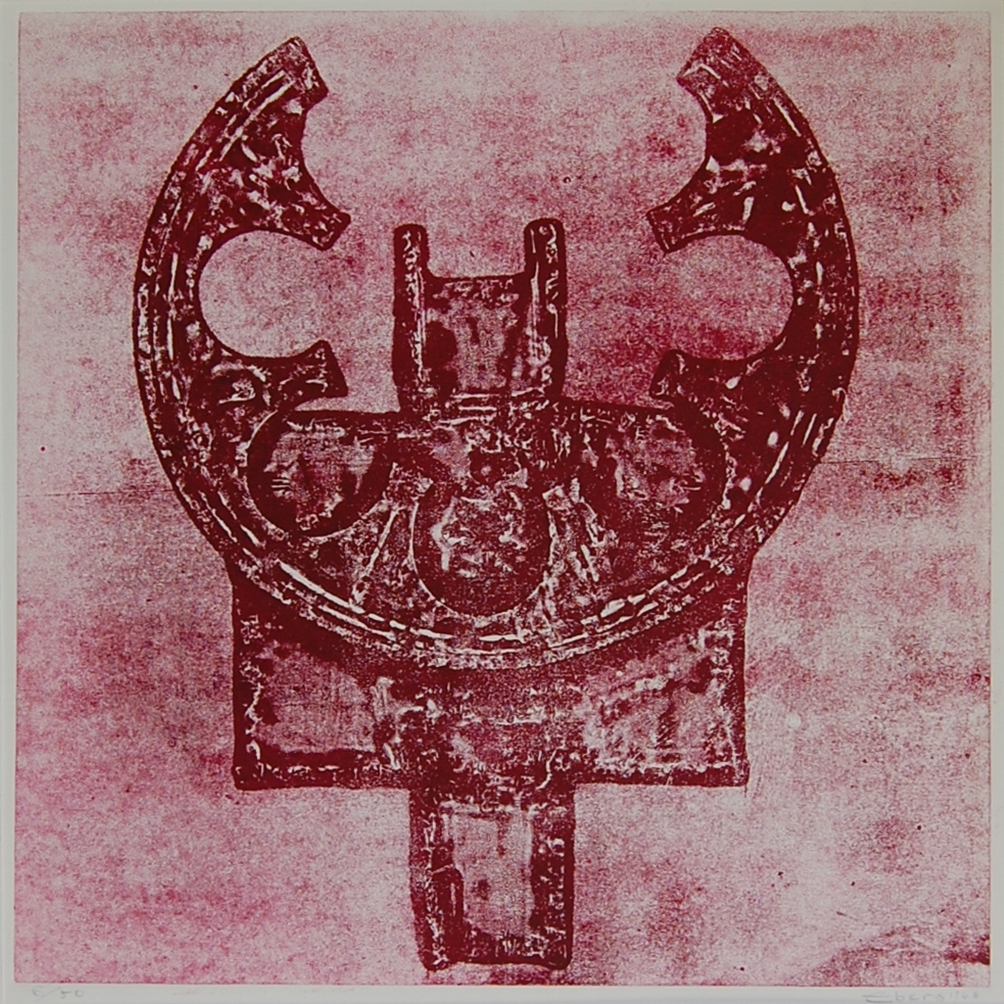
Roter Engel 1968

## Einzelausstellungen
- 1961 Galerie Küppers in Köln / Galerie Schnoor in Bremen
- 1962 Galerie Quatre Vents in Paris / Galerie Brebaum in Düsseldorf
- 1963 Galerie der österreichischen Staatsdruckerei in Wien / Künstlerhaus in Hannover
- 1964 Galleria d’Arte „La Cittadella“ in Ascona
- 1965 Galerie Quatre Vents in Paris (9. bis 25. Juni 1965)
- 1966 Kunstamt in Berlin-Wilmersdorf / Helgoländer Kunstgespräch
- 1967 Städtische Galerie Lienz in Österreich / Künstlerhaus Hannover
- 1968 Galerie Hofmeier in Bremen
- 1969 Jazzclub Hannover
- 2012 Rathaus Stadt Langenhagen

## Gruppenausstellungen
- ab 1961 Grosse Kunstausstellung München
- ab 1957 Kunstverein Hannover
- Galerie Bremer in Berlin
- 1967 Galerie „nächst St. Stephan“ in Wien
- Österreichische Staatsdruckerei in Wien
- Landesmuseum Hannover, Studio für zeitgenössische Kunst

Im März 1969 fand im Rahmen der Veranstaltungsreihe 10 Jahre Stadt Langenhagen eine Gemeinschaftsausstellung Langenhagener Künstler in der Friedrich-Ebert-Schule Langenhagen statt.
Im März 1971 organisierten Künstlerfreunde aus Hannover und Langenhagen eine Ausstellung zum Gedenken an Hans Ebers in der Friedrich-Ebert-Schule Langenhagen.
Werke von Hans Ebers befinden sich u. a. im Besitz der städtischen Sammlungen in Berlin, in Hannover und des Niedersächsischen Kultusministeriums.